# Смешанная парная сборная России по кёрлингу
Смешанная парная сборная России по кёрлингу — смешанная национальная сборная команда (составленная из одного мужчины и одной женщины), представляет Россию на международных соревнованиях по кёрлингу. Управляющей организацией выступает Федерация кёрлинга России (ФКР).

## Результаты выступлений

### Олимпийские игры
| Год  | Игры           | Победы         | Поражения      | Место          | Состав               | Состав                  | Состав                         |
| Год  | Игры           | Победы         | Поражения      | Место          | Женщина              | Мужчина                 | Тренер                         |
| ---- | -------------- | -------------- | -------------- | -------------- | -------------------- | ----------------------- | ------------------------------ |
| 2018 | 9              | 4              | 5              | —              | Анастасия Брызгалова | Александр Крушельницкий | Василий Гудин, Даниэль Рафаэль |
| 2022 | не участвовали | не участвовали | не участвовали | не участвовали | не участвовали       | не участвовали          | не участвовали                 |

### Чемпионаты мира
| Год  | Игры           | Победы         | Поражения      | Место          | Состав               | Состав                  | Состав                          |
| Год  | Игры           | Победы         | Поражения      | Место          | Женщина              | Мужчина                 | Тренер                          |
| ---- | -------------- | -------------- | -------------- | -------------- | -------------------- | ----------------------- | ------------------------------- |
| 2008 | 7              | 2              | 5              | 20             | Илона Гришина        | Дмитрий Абанин          | Константин Задворнов            |
| 2009 | 8              | 4              | 4              | 10             | Ольга Жаркова        | Александр Кириков       |                                 |
| 2010 | 9              | 9              | 0              | 1              | Яна Некрасова        | Пётр Дрон               | Ирина Колесникова               |
| 2011 | 10             | 7              | 3              | 2              | Алина Ковалёва       | Алексей Целоусов        |                                 |
| 2012 | не участвовали | не участвовали | не участвовали | не участвовали | не участвовали       | не участвовали          | не участвовали                  |
| 2013 | 9              | 5              | 4              | 9              | Яна Некрасова        | Алексей Камнев          | Ирина Колесникова               |
| 2014 | 9              | 8              | 1              | 6              | Виктория Моисеева    | Александр Крушельницкий | Ирина Колесникова               |
| 2015 | 10             | 9              | 1              | 5              | Виктория Моисеева    | Пётр Дрон               | Сергей Беланов, Юрий Шулико     |
| 2016 | 10             | 9              | 1              | 1              | Анастасия Брызгалова | Александр Крушельницкий | Василий Гудин, Даниэль Рафаэль  |
| 2017 | 10             | 8              | 2              | 9              | Анастасия Брызгалова | Александр Крушельницкий | Василий Гудин                   |
| 2018 | 11             | 8              | 3              | 2              | Мария Комарова       | Даниил Горячев          | Василий Гудин                   |
| 2019 | 9              | 7              | 2              | 5              | Анастасия Москалёва  | Александр Ерёмин        | Василий Гудин, Владимир Собакин |
| 2021 | 9              | 4              | 5              | 11             | Анастасия Москалёва  | Александр Ерёмин        | Василий Гудин, Даниэль Рафаэль  |

(данные отсюда:)